# Аль Гандуз, Ваиль
Ваиль Аль Гандуз (араб. وائل الغندوز ‎, англ. Wail Al Ganduz, род. 20 ноября 1984) — ливийский шоссейный велогонщик.

## Карьера
В 2005 году выступил на Средиземноморских играх проходивших в Альмерии (Испания). В 2007 году принял участие на Чемпионате мира "В". В 2009 году занял третье место на чемпионате Ливии в групповой гонке.
За время своей карьеры принял участие в таких гонках как Тур Сенегала, Тур Марокко, Букль дю Котон, Гран-при города Туниса, Тур Ливии.

## Достижения
2009
3-й на Чемпионат Ливии — групповая гонка